# Tiphia popilliavora
Tiphia popilliavora är en stekelart som beskrevs av Sievert Allen Rohwer. Tiphia popilliavora ingår i släktet pansarsteklar, och familjen pansarsteklar. Inga underarter finns listade i Catalogue of Life.